# Hikaru Nakamura (mangaka)
Pour les articles homonymes, voir Nakamura.
Pour le joueur d'échecs, voir Hikaru Nakamura.
中村 光
Œuvres principales
Première œuvre : Arakawa Under the Bridge
Autres ouvrages :
- Les Vacances de Jésus et Bouddha
- Père Fouettard Corporation

Hikaru Nakamura (中村 光, Nakamura Hikaru) est une mangaka japonaise née le 21 avril 1984 dans la préfecture de Shizuoka au Japon. Elle fait ses débuts en 2001 avec la nouvelle "Kairi no Tao" (海里の陶), publiée dans Monthly Gangan Wing, et un premier recueil de différentes histoires courtes est publié en 2002. En 2004, elle commence à publier Arakawa Under the Bridge, une comédie romantique, dans le magazine Young GanGan
Elle est principalement connue pour les séries Arakawa Under the Bridge et Les Vacances de Jésus et Bouddha.

## Œuvre
- Arakawa Under the Bridge (荒川アンダー ザ ブリッジ, Arakawa Andā za Burijji?) (VO : 2004 - Square Enix)
- Les Vacances de Jésus et Bouddha (聖☆おにいさん, Seinto Onīsan?) (VO : 2007 - Kōdansha) (VF : 2011 - Kurokawa)
- Père Fouettard Corporation (ブラックナイトパレード?) (VO : 2016 - Shūeisha) (VF : 2017 - Kurokawa)